# トン族
侗族（トンぞく）は、中国の少数民族の一つ。
人口はおおよそ二百五十万人程度で貴州省・広西壮族自治区・湖南省の比較的環境のいい山間部から河谷平野部にかけて居住し、とくに貴州省には侗族全人口の過半数の百四十万人近い侗族が住んでいて、近年は観光地としても注目されている。
侗族はタイ・カダイ語族カム・タイ語派に属する侗語（トン語）話者であるが、侗語を表記するための独自の文字を持たず、侗語のテキストは漢語のものか、漢字の音訓を侗語に当てはめた万葉仮名方式のもの、近年作られた侗音表記によるものの数種類がある。
主要な産業は水田耕作を中心に雑穀やトウモロコシを作る農業や林業であるが、桐油や茶油の生産、生薬の栽培なども行う。
侗族独自の建築である鼓楼は、釘を使わずに杉材で建て、集会場や祭りの場として使われる。貴州省黔東南の黎平県の肇興は村内に5つの鼓楼があるので有名で、侗族を代表する村となった。川の上に木造の屋根付き橋をかける風雨橋も侗族の村に多く、広西壮族自治区の三江トン族自治県にある程陽永済橋は現在世界遺産に登録申請中である。民族音楽や民族衣装は海外での評価も高く、観光客向けの土産物として刺繍などの民芸品を製作・販売したり、若い世代の侗族には民族音楽の奏者などとして生計を立てるものも少なくない。

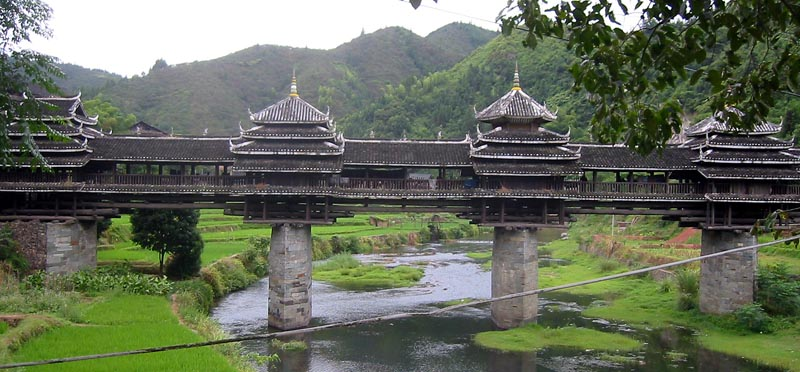
三江程陽風雨橋

## 生活様式

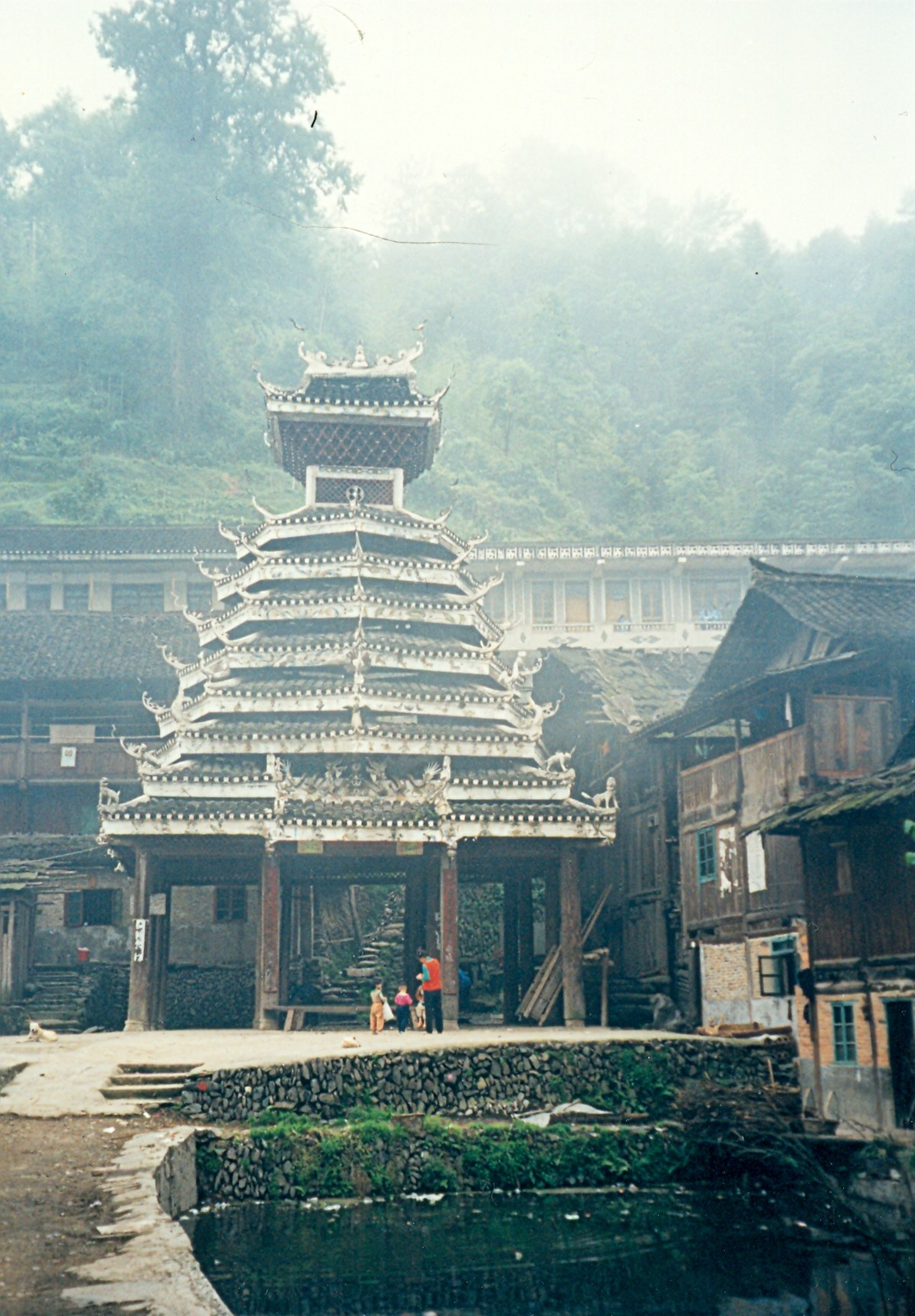
貴州省の侗族の村に建つ鼓楼

伝統的な侗族家庭は木造の高床住居に親子数世代で同居する場合が多く、兄弟のうち年長のものは成人後は親から独立して暮らすことが多い。結婚年齢は早く、十代後半。
敬老精神が強い一方で、子供は貴重な労働力として歓迎する傾向にあり、人口調整のため二人以上（漢族の場合一人だが、少数民族は二人）出産した場合、政府から課税されるのにもかかわらず二人以上の子供をほしがる家庭が多い。青年期の男女は、男女それぞれで一つの集団を作り共同作業にいそしむことが多い。
基本的に家名は父系で継承するため、どちらかといえば男児が好まれる傾向にある。ただし、遺産の相続は父からは息子へ父系で、母からは娘へ母系で代々相続させる。
侗族はアニミズム的宗教観を持っており、山川石木などあらゆるものに神が住むと考える。貴州省の南部地区では「薩歳」（サスイ）という女神の祠が村ごとにあり、旧正月の春節のころに祀られる。肇興では男性、榕江では女性が祭祀を司る。石を敷き詰めた祭壇の上に傘が立てられ、お茶が供えられる。鼓楼の周囲では女性たちが円陣を組んで、勇敢な女性が戦い続けて、最後は壮絶な最後を遂げて女神に祀られた経緯を叙事詩のようにして歌う。踊りと一体化した見事な集団歌謡である。歌の種類は豊富で毎晩のように老女が娘たちに伝えていた。この歌は現在では「トン族大歌」と呼ばれ、ユネスコの無形文化遺産に登録されている。鼓楼の近くでは侗戯も披露される。 侗族は文字を持たない民族であるため、記録はほぼ総て口頭で伝えられている。なれずしを作り食べる伝統を持つ。

## トン族の自治地域

### 自治州
- 貴州省
  - 黔東南ミャオ族トン族自治州

### 自治県
- 貴州省
  - 玉屏トン族自治県
- 広西チワン族自治区
  - 三江トン族自治県
  - 龍勝各族自治県
- 湖南省
  - 新晃トン族自治県
  - 芷江トン族自治県
  - 通道トン族自治県
  - 靖州ミャオ族トン族自治県

### 民族郷
- 恩施市
  - 芭蕉トン族郷
- 宣恩県
  - 長潭河トン族郷
  - 暁関トン族郷
- 綏寧県
  - 東山トン族郷
  - 鵝公嶺トン族ミャオ族郷
  - 寨市ミャオ族トン族郷
  - 楽安鋪ミャオ族トン族郷
  - 長鋪子ミャオ族トン族郷
- 会同県
  - 金子岩トン族ミャオ族郷
  - 宝田トン族ミャオ族郷
  - 漠浜トン族ミャオ族郷
  - 蒲穏トン族ミャオ族郷
  - 青朗トン族ミャオ族郷
  - 炮団トン族ミャオ族郷
- 融水ミャオ族自治県
  - 滾貝トン族郷
- 銅仁市碧江区
  - 桐木坪トン族郷
  - 滑石トン族ミャオ族トゥチャ族郷
  - 和平トゥチャ族トン族郷
  - 瓦屋トン族郷
  - 六龍山トン族トゥチャ族郷
- 銅仁市万山区
  - 高楼坪トン族郷
  - 黄道トン族郷
  - 敖寨トン族郷
  - 下渓トン族郷
  - 魚塘トン族ミャオ族郷
  - 大坪トン族トゥチャ族ミャオ族郷
- 江口県
  - 官和トン族トゥチャ族ミャオ族郷
- 石阡県
  - 龍井トン族コーラオ族郷
  - 聚鳳コーラオ族トン族郷
  - 大沙壩コーラオ族トン族郷
  - 楓香トン族コーラオ族郷
  - 青陽ミャオ族コーラオ族トン族郷
  - 石固コーラオ族トン族郷
  - 坪地場コーラオ族トン族郷
  - 坪山コーラオ族トン族郷
  - 甘渓コーラオ族トン族郷

## トン族の著名人
- 粟裕：中国人民解放軍大将
- 王天培：北伐時の将軍
- 楊至成：中国人民解放軍上将
- 呉虹飛（中国語版）：著名記者、中国ロック・グループ「幸福大街」のメイン・ボーカル
- 李婷：2004年アテネ・オリンピックの女子10mシンクロナイズド高飛び込み金メダリスト
- 陸永：2008年北京オリンピック85kg級重量挙げ金メダリスト